# Rataje nad Sázavou
Rataje nad Sázavou (dawniej Rataje Hrazené, niem. Ratais an der Sasau) – miasteczko i gmina w Czechach, w kraju środkowoczeskim, w powiecie Kutná Hora. 
Pierwsza pisemna wzmianka o miejscowości pochodzi z 1289 roku.
W miejscowości są przystanki kolejowe Rataje nad Sázavou i Rataje nad Sázavou zastávka.

## Zabytki
- zamek Pirkštejn – wzniesiony w latach pięćdziesiątych XIV wieku przez ówczesnego właściciela grodu, Jindřicha z Lipy. Od połowy lat 60. tego wieku przeszedł on z rąk panów z Lipy na własność Ješka Ptáčka, by potem wraz z nieletnim dziedzicem, Janem Ptáčkiem, trafić pod opiekę Hanuša z Lipy, który panował tu do 1410 roku. Następnie trafił do Hyncego Ptáčka. W 1447 roku zamek spłonął, lecz dość szybko został odbudowany. W połowie XVI wieku przebudowano go na styl renesansowy, a około 1675 roku na wczesnobarokowy. W 1724 roku został częściowo przebudowany na plebanię[2].
- zamek Rataje nad Sázavou
- kościół św. Mateusza
- kaplica św. Antonina
- kaplica św. Wacława
- mury miejskie